# Pinchas Burstein
Pinchas Burstein, bekannt als Maryan, (* 1. Januar 1927 in Nowy Sącz, Kleinpolen; † 15. Juni 1977 in New York City) war ein jüdisch-polnischer Maler.

## Leben
Während des Zweiten Weltkriegs wurde Burstein mit seiner jüdischen Familie nach Auschwitz deportiert. Er überlebte als einziger seiner Familie die NS-Zeit, bei der Befreiung musste allerdings sein Bein amputiert werden. Nach der Befreiung emigrierte er nach Jerusalem und begann ein Studium als Grafiker. 1950 übersiedelte Burstein nach Paris und studierte an der École des Beaux-Arts. 1962 ließ er sich in New York nieder und nahm die amerikanische Staatsbürgerschaft an. Ab dieser Zeit begann er seine Werke mit dem Pseudonym Maryan bzw. Maryan S. Maryan zu signieren. 1977 verstarb Burstein in New York an einem Herzinfarkt. Er fand seine letzte Ruhestätte auf dem Friedhof Montparnasse in Paris.

## Ausstellungen
(laut Adam Baumgold Gallery, New York)
- Museum of Modern Art, New York
- Musee National d’Art Moderne Centre George Pompidou, Paris
- The Art Institute of Chicago
- The Museum of Contemporary Art, Chicago
- Smithsonian Institution, Washington, D.C.

## Werke (Auswahl)
- 1962–1972 Zyklus Personnage de la Napoléon